# Дератизация
Дератизацията е комплекс от мерки и мероприятия за унищожаване на гризачите вредители (главно различни видове плъхове и мишки). Осъществява се чрез физични, химични и биологични методи.

## Физични методи

### Капани
Капаните са механични устройства, задвижвани от пружини. В капана се слага примамка. Когато гризачът докосне примамката, пружината се освобождава и капанът здраво захваща гризача. Капаните се използват предимно в бита. Не са подходящи за масова дератизация, поради следните неудобства:
- гризачът в капана често остава жив и трябва да бъде убит;
- в един капан може да попадне само един гризач;
- капанът трябва да се презарежда след всяко задействане;
- капанът трябва старателно да се измива с гореща вода и детергент след всяко използване – болката и страхът от захващането предизвикват обилно уриниране, а при гризачите миризмата на урина служи като предупреждение за опасност и указание за избягване на неблагополучното място.

### Ултразвук
Човешкият слух долавя звукови вълни с честота до 20 KHz, а този на гризачите – до 60 KHz. Това позволява разполагането на звукови установки, които непрекъснато издават силен ултразвук. Ултразвукът силно безпокои гризачите и те не влизат в озвучените помещения. Ултразвукът се използва само за защита на складови помещения, поради следните причини:
- ултразвукът трябва да се излъчва непрекъснато; въпреки че човешкия слух не долавя ултразвука, продължителното му използване в присъствие на хора не е желателно;
- гризачите не умират, а само напускат озвученото място и се заселват в съседни сгради и помещения; ако излъчването спре за повече от два дни, те отново населяват помещението;
- ултразвуковите установки изискват непрекъснато електрозахранване и техническа поддръжка.

## Химични методи

### Бързодействащи отрови
Бързодействащи отрови са Zn3P2 (цинков фосфид, популярно известен като „черна отрова“), KCN (калиев цианид, цианкалий), стрихнин и др. Те се използват рядко и само от официални дератизатори, защото:
- могат да предизвикат отравяния при хора и домашни животни;
- отровените гризачи започват да издават писъци, които предупреждават останалите да не се хранят с примамката и неправилното им използване обезсмисля цялото мероприятие.

### Бавнодействащи отрови
Най-широко използваната бавнодействаща отрова е кумаринът и неговите аналози. При неколкократно приемане те трайно блокират кръвосъсирването и до пет-десет дни гризачите умират от вътрешни кръвоизливи. Тези отрови се продават без ограничения и широко се използват, защото:
- при еднократно приемане, дори и в много високи дози, те са безопасни;
- при неколкократно приемане смъртта не настъпва внезапно, а в продължение на няколко дни; това почти изключва възможността за злоумишлено отравяне на хора и животни.

## Биологични методи

### Естествени неприятели на гризачите

#### Змии
Повечето змии се хранят с гризачи. В Централна Азия (Индия, Пакистан) змиите се отглеждат като домашни любимци, за да пазят къщите от гризачи. Смоковете са особено полезни за посевите. Те се хранят с гризачи, охлюви, червеи, насекоми, яйца на птици и малки пиленца.

#### Котки
Котките безспорно са най-доброто решение за защита на домове и складови помещения. Женските котки са много по-усърдни и трудолюбиви ловци от котараците.
Внимание! Когато се използват котки, не бива да се използват отрови! Котките може да изядат част от отровените гризачи и да умрат.
При използването на котки, трябва да се положат и други грижи:
- котките редовно трябва да бъдат обезпаразитявани;
- котките трябва редовно да бъдат преглеждани от ветеринарен лекар;
- трябва да се избягва физически контакт с котките, използвани за дератизация и те не трябва да бъдат допускат в помещения, където живеят хора, за да се избегне пренасянето на болести и паразити от плъховете и мишките.

#### Кучета
Кучетата не са толкова добри ловци на гризачи, като котките, но някои породи, като териерите, се справят доста добре. При използването на кучета трябва да се положат същите грижи, както и при котките (виж горе).

#### Мангусти
Мангустата е широко разпространен домашен любимец в Източна Азия.

#### Хищни птици
Отглеждат се като домашни любимци в арабския свят. При определени условия могат да бъдат ползвани за защита на посевите от гризачи и зърноядни птици.

### Заразни болести
В специални лаборатории се отглеждат микроорганизми, които са болестотворни за гризачите, но безопасни за животните и човека. След освобождаването на тези микроорганизми в природата, заразната болест засяга и унищожава огромен брой гризачи. Според природозащитните организации този метод е форма на биологична война и поради законните им действия е забранен.

### Растения, отблъскващи гризачите

#### Лавровишня
Добре е да се засадят пояси от лавровишня около всички складове за селскостопанска продукция.